# Ганс-Рутгер Тіллессен
Ганс-Рутгер Тіллессен (нім. Hans-Rutger Tillessen; 16 квітня 1913, Вільгельмсгафен — 1 червня 1986) — німецький офіцер-підводник, капітан-лейтенант крігсмаріне, фрегаттен-капітан крігсмаріне. Кавалер Німецького хреста в золоті.

## Біографія
8 квітня 1934 року вступив на флот. З квітня 1939 року — ад'ютант на важкому крейсері «Дойчланд». З серпня 1940 року — вахтовий і дивізійний офіцер на важкому крейсері «Принц Ойген». В липні-листопаді 1942 року пройшов курс підводника в листопаді-грудні — курс командира підводного човна, з грудня 1942 по травень 1943 року — командирську практику на підводному човні U-506, в червні — в 27-й флотилії. З 1 липня 1943 по грудень 1944 року — командир U-516, на якому здійснив 3 походи (разом 344 дні в морі). З січня 1945 року — командир флотилії і командного пункту командування K-Verbände. В травні був взятий в полон. 9 квітня 1946 року звільнений.
Всього за час бойових дій потопив 7 кораблів загальною водотоннажністю 34 632 тонни.
| Дата              | Назва корабля     | Тип               | Тоннаж | Вантаж                                                                                             | Екіпаж | Загинули | Країна   |
| ----------------- | ----------------- | ----------------- | ------ | -------------------------------------------------------------------------------------------------- | ------ | -------- | -------- |
| 13 листопада 1943 | Pompoon           | Торговий пароплав | 1,082  | Генеральний вантаж і 10-дюймові сталеві труби та сталева арматура як палубний вантаж               | 27     | 23       | Панама   |
| 18 листопада 1943 | Ruby              | Вітрильник        | 39     | 21600 кокосових горіхів, 300 мішків копри, 28 мисливських рушниць і 15 ящиків з порожніми пляшками | 11     | 4        | Колумбія |
| 23 листопада 1943 | Elizabeth Kellogg | Паровий танкер    | 5,189  | 45 940 барелів нафти                                                                               | 48     | 10       | США      |
| 24 листопада 1943 | Melville E. Stone | Торговий пароплав | 7,176  | 10538 тонн міді, кави, бальзи, сурми і ванадію та 294 мішки пошти                                  | 88     | 15       | США      |
| 8 грудня 1943     | Colombia          | Торговий теплохід | 1,064  | 14 800 мішків кави та 330 згортків кори хінного дерева                                             | 27     | 4        | Панама   |
| 16 грудня 1943    | McDowell          | Турбінний танкер  | 10,195 | Баласт (вода)                                                                                      | 73     | 3        | США      |
| 7 липня 1944      | Esso Harrisburg   | Паровий танкер    | 9,887  | 110 000 барелів сирої нафти                                                                        | 72     | 8        | США      |

В 1960/69 роках служив в бундесмаріне.

## Звання
- Кандидат в офіцери (8 квітня 1934)
- Морський кадет (26 вересня 1934)
- Фенріх-цур-зее (1 липня 1935)
- Оберфенріх-цур-зее (1 січня 1937)
- Лейтенант-цур-зее (1 квітня 1937)
- Оберлейтенант-цур-зее (1 квітня 1939)
- Капітан-лейтенант (1 квітня 1942)

## Нагороди
- Медаль «За вислугу років у Вермахті» 4-го класу (4 роки)
- Залізний хрест 2-го і 1-го класу
- Нагрудний знак підводника
- Німецький хрест в золоті (16 березня 1944)